# Hyllisia vicina
Hyllisia vicina là một loài bọ cánh cứng trong họ Cerambycidae.